# Olympiastützpunkt Thüringen
Der Olympiastützpunkt Thüringen ist seit 1991 eine sportartübergreifende Betreuungs- und Serviceeinrichtung des Spitzensports für Bundeskaderathleten sowie deren Trainern.

## Geschichte
Der OSP Thüringen wurde am 20. Juni 1991 mit der Einberufung der ersten Kuratoriumssitzung in Erfurt gegründet. Zum ersten Leiter des neugegründeten OSP wurde der ehemalige Weltklasse-Hochspringer Rolf Beilschmidt berufen. Der Trägerverein des OSP, der Olympiastützpunkt Thüringen e. V., wurde am gleichen Tag gegründet und der damalige Präsident des Landessportbundes Thüringen, Manfred Thieß, zu dessen Vorsitzendem gewählt.
Der OSP Thüringen ist aktuell einer von 18 deutschen Olympiastützpunkten.

## Gliederung und Struktur

### Standorte
Die Zentrale des Olympiastützpunkts liegt in der Johann-Sebastian-Bach-Straße 2 in Erfurt. Weitere Sportkomplexe bzw. Außenstellen des Olympiastützpunkts befinden sich in an seinen fünf Leistungszentren in Erfurt (Leichtathletik, Radsport, Eisschnelllauf, Eiskunstlauf), Oberhof (Nordischer Skisport, Biathlon, Bobsport, Rennrodeln, Skeleton), Jena (Ringen, Leichtathletik), Gera (Radsport) und Suhl (Sportschießen, Gewichtheben).

### Sportarten und Schwerpunkte
Etwa 200 Bundeskaderathleten (A-B-C-Kader) aus mehreren olympischen Sportarten werden durch den OSP Thüringen betreut.

### Aufgaben
Der OSP Thüringen bietet für alle Bundeskaderathleten ein ganzheitliches, sportmedizinisches, physiotherapeutisches, trainingswissenschaftliches, sportpsychologisches und soziales Betreuungsangebot.

### Eliteschulen des Sports
Das Pierre-de-Coubertin-Gymnasium Erfurt, das Sportgymnasium Oberhof und das Sportgymnasium „Johann Christoph Friedrich GutsMuths“ Jena sind als Eliteschulen des Sports an den Olympiastützpunkt angebunden.

### Trägerschaft
Der Olympiastützpunkt Thüringen e. V. betreibt den Olympiastützpunkt Thüringen als Trägerverein.

## Leitung
- 1991 bis 2001: Rolf Beilschmidt